# Bussac-sur-Charente
Bussac-sur-Charente is een gemeente in het Franse departement Charente-Maritime (regio Nouvelle-Aquitaine). De plaats maakt deel uit van het arrondissement Saintes. Bussac-sur-Charente telde op 1 januari 2022 1.313 inwoners.

## Geografie
De oppervlakte van Bussac-sur-Charente bedroeg op 1 januari 2022 9,98 vierkante kilometer; de bevolkingsdichtheid was toen 131,6 inwoners per km².
De onderstaande kaart toont de ligging van Bussac-sur-Charente met de belangrijkste infrastructuur en aangrenzende gemeenten.

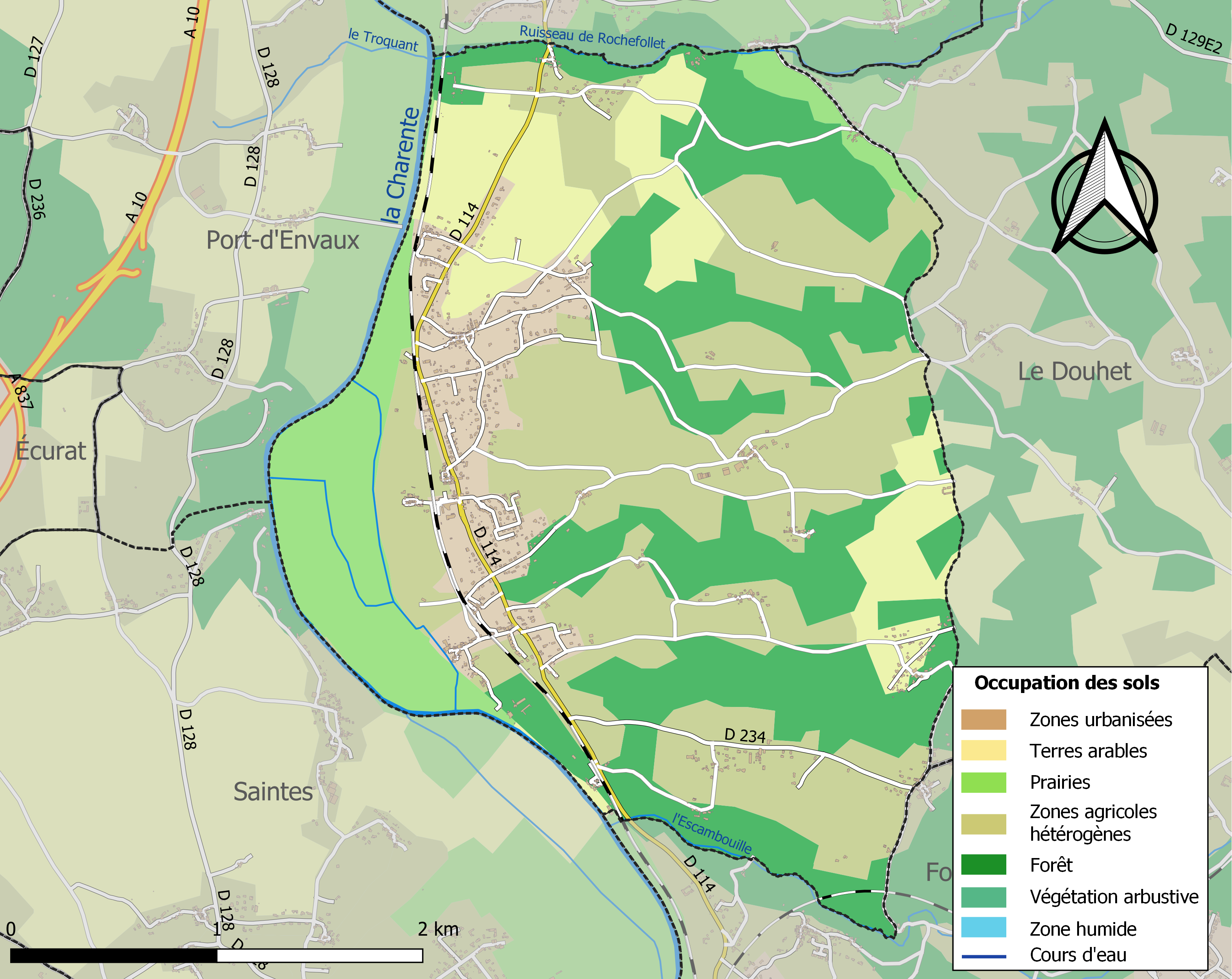

## Demografie
Onderstaande figuur toont het verloop van het inwonertal (bron: INSEE-tellingen).